# 20 Dywizja Grenadierów SS (1 estońska)
20 Dywizja Grenadierów SS (1 estońska) (niem. 20. Waffen-Grenadier-Division der SS (estnische Nr. 1), est. 20. SS-Relvagrenaderide Diviis (Eesti Esimene)) – Ochotnicza dywizja Waffen-SS złożona z Estończyków podczas II wojny światowej. Dywizja została utworzona 24 stycznia 1944 z żołnierzy Legionu Estońskiego, 3 Estońskiej Brygady Ochotniczej oraz niepodległościowych oddziałów antysowieckich. Ogółem wcielono 38 000 Estończyków, jednakże inne źródła wskazują nawet na 70 000. Jednostka walczyła z Armią Czerwoną na froncie wschodnim, a swój szlak bojowy zakończyła w maju 1945 roku w Czechach.

## Historia

### Początki

#### Okupacja sowiecka
W 1940 roku Związek Sowiecki zaanektował Litwę, Łotwę i Estonię tworząc tam komunistyczne rządy marionetkowe. Tym samym rozpoczęła się okupacja tychże państw. Wielka Brytania, USA oraz inne demokratyczne nacje nigdy nie uznały aneksji, jednakże ich reakcja ograniczyła się tylko do sprzeciwu dyplomatycznego.
Sowietyzacji krajów bałtyckich towarzyszyły krwawe represje. Ponad 60 tys. Estończyków (5% populacji) zostało zamordowanych, a w czerwcu 1941 roku na Syberię deportowano dziesięciotysięczną inteligencję Estonii. W tym czasie wielu Estończyków przeszło do działań partyzanckich przeciwko komunistycznemu okupantowi (patrz: Leśni Bracia). 

#### Wkroczenie Niemców
Kiedy jednostki Grupy Armii Północ wkroczyły do krajów bałtyckich, miejscowa ludność witała ich jako wyzwolicieli. Estończycy mieli nadzieję na przywrócenie niepodległej i demokratycznej ojczyzny, Ludność zgłaszała się do służby w Wehrmachcie. Warto zaznaczyć, że Niemcy zezwoli na formowanie niezależnych batalionów i kompanii samoobrony (niem. Schutzmannschaft-Abteilungen), których zadaniem było zabezpieczane tyłów i linii zaopatrzeniowych wojsk niemieckich. Ochotników nie brakowało, a do marca 1942 r. czynną służbę na wschodzie podjęło 16 estońskich batalionów i kompanii, liczących razem 10 tys. ludzi. W sumie sformowano 50 takich jednostek, a ponad 25 000 Estończyków dostało karabin do ręki.
Pamięć o represjach sowieckich nie zacierała się, tym samym w SS uważano, że liczni mieszkańcy regionu zechcą wziąć udział w antykomunistycznej krucjacie. W związku z tym 28 sierpnia 1942 roku dowództwo Waffen-SS ogłosiło zamiar sformowania Estnisches Freiwilligen SS Legion (Ochotniczy Legion Estoński SS).

#### Powstanie estońskich jednostek SS
Poprzedniczkami dywizji były następujące jednostki:
1. Ochotniczy Legion Estoński SS (niem. Estnisches Freiwilligen SS Legion) – Jego formowanie rozpoczęto 28 sierpnia 1942 roku. W momencie utworzenia Legion obejmował 1 Ochotniczy Pułk Grenadierów SS (niem. 1. Estnische SS-Freiwilligen-Grenadier-Regiment), którego dowódcą był Estończyk SS-Standartenführer Johannes Soodl[8].
2. Estońska Ochotnicza Brygada SS (niem. Estnische SS-Freiwilligen-Brigade) – Utworzona w maju 1943 roku z przeformowania Ochotniczego Legionu Estońskiego SS na brygadę. Brygada składała się z: 1. Ochotniczego Pułku Grenadierów SS, 2. Ochotniczego Pułku Grendierów SS, Pułku niszczycieli czołgów SS (SS-Panzerjäger-Abteilung), Pułku artylerii SS (SS-Artillerie-Abteilung), Pułku przeciwlotniczego SS (SS-Flak-Abteilung), Kompanii zwiadu SS (SS-Nachrichten-Kompanie) oraz z Batalionu zapasowego SS (SS-Feldersatz-Batallion)[9].

Wstępne rozmowy na temat wystawienia estońskich jednostek SS odbyły się latem 1942 r., czego następstwem była formalna decyzja Adolfa Hitlera o wystawienia Legionu Estońskiego. Jego dowódcą został SS-Obersturmbannführer Franz Augsberger. Z końcem 1942 roku 1. estoński ochotniczy pułk grenadierów SS z Ochotniczego Legionu Estońskiego rozpoczął szkolenie w pobliżu okupowanej Dębicy na poligonie ćwiczebnym SS Heidelager. Wielkość Legionu miała wynosić rzeczowy pułk (trzy bataliony, cztery kompanie piechoty, kompania moździerzy oraz kompania przeciwpancerna). 113 żołnierzy Batalionu "Estland" pod dowódcą pułkownika Paula Maitly jako pierwsi dotarli do obozu szkoleniowego Heidelager w Dębicy (13 października 1942 r.). Większość oficerów została wysłana na szkolenie do Bad Tölz. W tymże mieście powołano sztab 1. estońskiego ochotniczego pułku SS (1. Estnischen SS-Freiwilligen Regiment) oraz sformowano 1. batalion, którego dowództwo objął Hauptsturmführer Georg Eberhardt.
W listopadzie 1942 roku do Dębicy przyjechali specjaliści i trenerzy z pułku SS Deutschland. 10 grudnia wielkość 1. batalionu została ustalona na 3 kompanie piechoty oraz 1 kompanię broni ciężkiej. Pod koniec 1942 roku Legion Estoński składał się pięciu kompanii piechoty i jednej kompanii broni ciężkiej.
W marcu 1943 roku jeden z batalion – Estnisches SS-Freiwilligen Bataillon Narva – wydzielono z 1 Ochotniczego Pułku Grenadierów SS i zastąpiono nim rozwiązany batalion fiński pułku Nordland w 5 Dywizji Pancernej SS „Wiking”.
Niedobory siły ludzkiej w estońskich jednostkach spowodowały, że w marcu 1943 roku władze niemieckie zdecydowały się na wprowadzenie częściowego poboru do wojska. Łącznie powołano około 12 000 Estończyków, z których około 5300 wysłano do Legionu, co zaowocowało jego rozbudową na szczebel dwupułkowej brygady. W ten sposób w maju 1943 roku powstała Estońska Ochotnicza Brygada SS. Pozostali estońscy poborowi trafili do różnych jednostek armii niemieckiej. W związku ze zmianami 1. ochotniczy pułk SS otrzymał nową nazwę – 45. ochotniczy pułk SS. Sformowano także nowy batalion tzn. 53. batalion artylerii. W lipcu 1943 roku 657. kompania estońska i 660. ochotniczy batalion estoński posłużyły w sformowaniu 46. ochotniczego pułku SS, czyli drugiego pułku brygady. W tym miejscu warto podkreślić, że Estończycy (i również Łotysze) cieszyli się największym zaufaniem ze strony niemieckich towarzyszy, tym samym pozwolono im obejmować dowództwo pułków.
O Estończykach pisał sam Alfred Rosenberg: 

Estończycy są najbardziej germańscy spośród mieszkańców państw nadbałtyckich, osiągają 50% germanizacji dzięki wpływom duńskim, szwedzkim, niemieckim...

W związku z tym Estończykom pozwolono dowodzić oboma pułkami brygady.
Według meldunku wywiadowczego ppor. Mieczysława Wałęgi brygada estońska pod dowództwem Augsbergera wyjechała z poligonu Heidelager na front wschodni w dniach 20–22 października 1943.
Od listopada 1943 roku brygada walczyła z sowieckimi partyzantami pod Nevelami, a w grudniu w sile 5099 żołnierzy dołączyła do 16 Armii walczącej pod Starą Russą. Pierwsze kroki do powiększenia brygady w dywizję poczyniono również w grudniu tego samego roku.

### 20 Dywizja Grenadierów SS

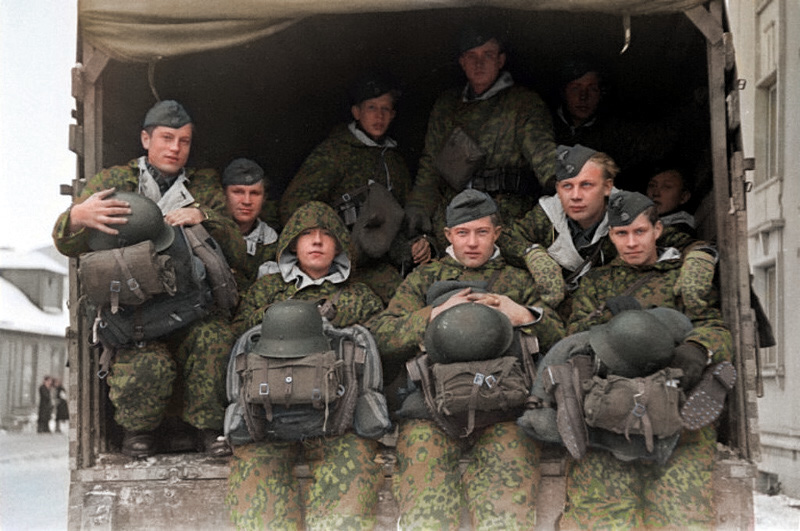
Estońscy żołnierze Waffen SS, 1944

W styczniu 1944 roku front dotarł do granicy okupowanej przez Niemców Estonii. 24 stycznia Estońską Ochotniczą Brygadę SS powiększono do szczebla dywizji. Tym samym sformowano 20 Ochotniczą Dywizję Grenadierów SS, która składała się z żołnierzy poprzedniej Estońskiej Ochotniczej Brygady SS, ale również estońskojęzycznych jednostek Wehrmachtu (658. Wschodni Batalion, 659. Wschodni Batalion, 660. Wschodni Batalion, 287. Batalion Policji) oraz niepodległościowych oddziałów antysowieckich. Do nowo powstałej dywizji włączono także fiński 200. pułk piechoty złożony z Estończyków. Dywizją dowodził poprzedni dowódca Legionu Estońskiego SS, czyli Franz Augsberger. Łącznie w dywizji służyło ponad 14 000 żołnierzy (inne źródła podają nawet 15 000). Tak ogromna liczba nie byłaby możliwa, gdyby nie wprowadzony tydzień wcześniej pobór na terenie całej Estonii. 7 lutego ostatni przedwojenny premier niepodległej Estonii Jüri Uluots oficjalnie poparł niemiecki pomysł mobilizacji kraju. Według Romualda Misiunasa i (Reina Taagepera), 38 tys. mężczyzn zostało przymusowo wcielonych do wojska. (Rolf-Dieter Müller) podaje, że oprócz przymusowo wcielonych, zgłosiło się 30 tys. ochotników. Najprawdopodobniej na początku 1944 roku 70 000 Estończyków walczyło w armii Hitlera (Waffen-SS, Wehrmacht), chociaż inne źródła wskazują na 60 000 żołnierzy. Na jesieni było to już 100 000 osób.
Estońskim oficerom i żołnierzom w jednostkach, które podlegały poborowi, zmieniono przedrostek rangi z „SS” na „Waffen” (jako przykład: Hauptscharführer był określany raczej jako Waffen-Hauptscharführer niż SS-Hauptscharführer). W związku z zabronieniem przez Augsbergera noszenia run SS na kołnierzu (rozkaz z 21 kwietnia 1943 roku), estońskie formacje te nosiły zamiast nich symbole narodowe.
Dywizja walczyła w Estonii. Wczesną jesienią została ewakuowana do Gdańska, a następnie większość jej oddziałów odesłano na Dolny Śląsk. W styczniu 1945 została przeniesiona na Śląsk Opolski.
W lutym 1945 dywizja kilka dni stacjonowała w Niemodlinie. Potem wycofała się z okrążenia i walczyła w rejonie Korfantowa, Ścinawy Małej, Białej, Racławic Śląskich, Szybowic i Prudnika. Następnie broniła miasta Brzeg. Później walczyła nad Nysą Kłodzką, a potem w Czechach, gdzie została otoczona przez Armię Czerwoną.
Rok po zakończeniu wojny estońscy żołnierze ukrywali się w lasach w okolicy Łambinowic i Borów Niemodlińskich. Mieli tam własne studnie, wybudowali dla siebie bunkry z pomocą miejscowej ludności. Jeden z oficerów ukrywał się w leśniczówce w Gajówce niedaleko Prudnika. Nieliczni żołnierze przedarli się na zachód.
1 września 1950 Komisja Stanów Zjednoczonych do spraw Osób Przesiedlonych uznała, że jednostka ta nie była stroną wrogą wobec USA i przyznała jej kombatantom prawo do ubiegania się o azyl polityczny.

## Umundurowanie

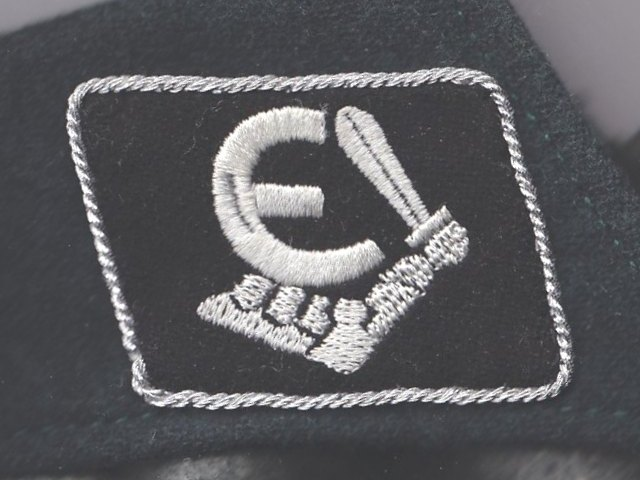
Estońska wersja patki

Estończycy z pozoru nosili standardowe mundury Waffen-SS. Jednakże ich mundury wyróżniały się elementami narodowymi i patriotycznymi. 
- Patki – Jeszcze w 1943 roku Estończycy opracowali patkę nawiązującą do Estońskiego Krzyża Niepodległości (ramię rycerza trzymającego miecz, a przy niej zaokrąglona litera E). Latem 1944 roku Niemcy wprowadzili własny wzór, którego głównym motywem był miecz oraz litera E, ale bez rycerskiego ramienia. Wersja niemiecka cieszyła się małym uznaniem, tym samym powrócono do poprzedniego wzoru[10].
- Tarcze naramienne – Estończycy nosili także tarcze naramienne o symbolice narodowej. Tarcza składała się z trójpoziomowo ułożonych pasów – błękitnych, czarnych i białych. Nieraz na niebieskim polu spotykany był napis Estland. Tarcza występowała w dwóch wariantach: z poziomymi pasami oraz z pasami ukośnymi. Czasem na tarczach spotykano wzór trzech złotych lwów[10].

## Upamiętnienie

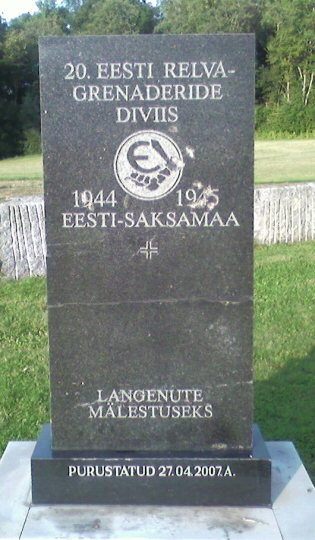
Pomnik estońskich esesmanów w miejscowości Sinimäe w Estonii

W 2002 roku rząd estoński przeniósł pomnik poświęcony „Estończykom, którzy w latach 1940–1945 walczyli z bolszewizmem i na rzecz przywrócenia niepodległości Estonii” z okolic Pärnu. W 2004 roku pomnik w Lihula ponownie otwarto, jednak rząd zdemontował go w obawie przed międzynarodowym oburzeniem w związku z rzekomo przedstawionym żołnierzem w mundurze z insygniami SS. 15 października 2005 roku w prywatnym muzeum w Laged odsłonięto pomnik .

## Dowódcy
- SS-Brigadeführer Franz Augsberger (24 stycznia 1944 – 19 marca 1945)
- SS-Brigadeführer Berthold Maack (20 marca 1945 – 8 maja 1945)